# Ines Pohl

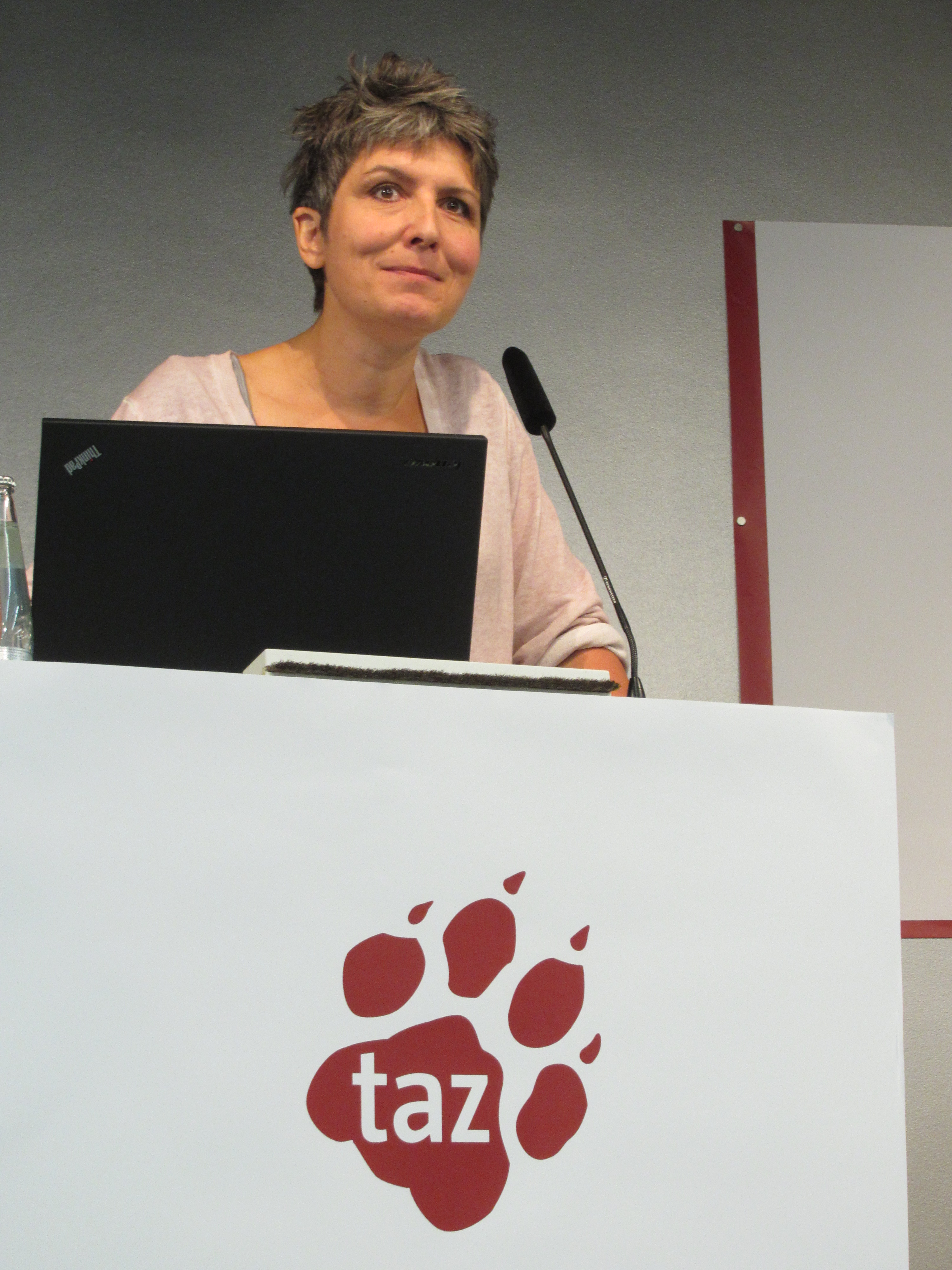
Ines Pohl (2014)

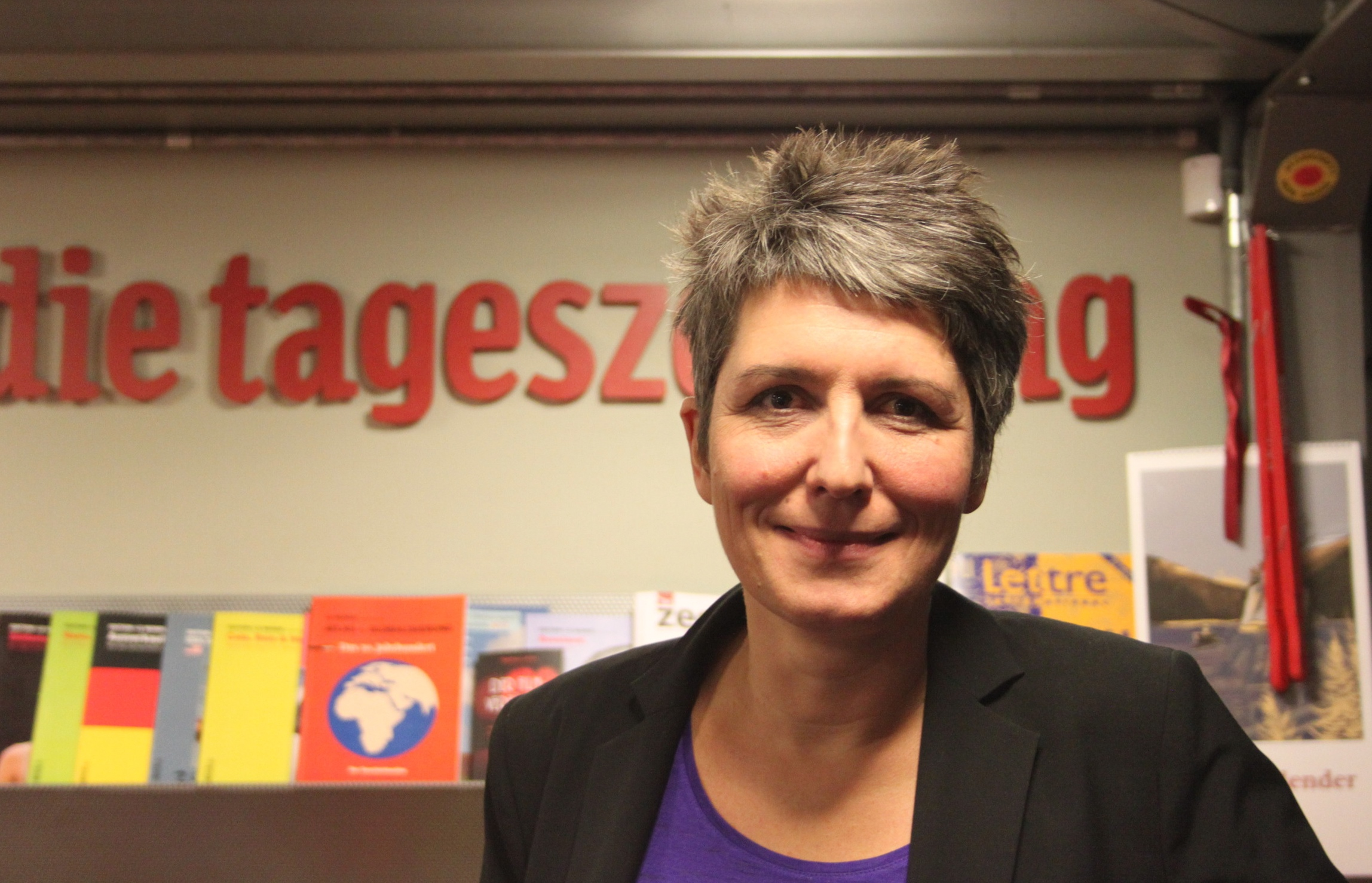
Taz-Chefin Ines Pohl im tazcafé in Berlin, am 1. September 2013 während des TV-Duells zur Bundestagswahl

Ines Pohl (* 12. April 1967 in Mutlangen) ist eine deutsche Journalistin. Von 2009 bis 2015 war sie Chefredakteurin der taz. Anschließend arbeitete sie als Korrespondentin der Deutschen Welle, dem staatlichen Auslandsrundfunk, bevor sie im März 2017 dessen Chefredaktion übernahm. Seit Juli 2020 hat sie die Leitung des Deutsche-Welle-Studios in Washington übernommen.

## Leben
Pohls Mutter ist Erzieherin, der Vater Facharbeiter. Ines Pohl nahm in Mutlangen an Treffen der Friedensbewegung in der Pressehütte und an Demonstrationen gegen die Stationierung von Pershing-II-Raketen teil.
Nach ihrem Abitur am ehemaligen Staatlichen Aufbaugymnasium mit Heim (ABG-GD), einer Internatsschule mit musischem Schwerpunkt in Schwäbisch Gmünd, studierte Pohl Germanistik und Skandinavistik an der Georg-August-Universität Göttingen. Nach ihrem Magisterabschluss 1995 war sie als Frauenbeauftragte an der Philosophischen Fakultät tätig. 2004/2005 verbrachte sie ein Jahr an der Harvard University als Stipendiatin der Nieman Foundation for Journalism. Dort lernte sie ihre spätere Lebenspartnerin kennen.
Daneben begann sie in den 1990er Jahren als freie Journalistin zu arbeiten, unter anderem für Radio ffn und verschiedene Regionalzeitungen. Bei der Hessischen/Niedersächsischen Allgemeinen absolvierte sie ihr Volontariat und erreichte innerhalb von zehn Jahren die Position Ressortleiterin Politik. Im Jahr 2008 ging sie als Korrespondentin für die Mediengruppe Ippen nach Berlin. Im Juli 2009 wurde sie Chefredakteurin der taz (Autorenkürzel IPO), ab April 2014 hatte Pohl das Amt gemeinsam mit Andreas Rüttenauer als Doppelspitze inne. Im Juli 2015 wurde ihr Rücktritt als Chefredakteurin bekannt. Sie wechselte am Jahresende ins Studio Washington der Deutschen Welle und wurde zum 1. März 2017 Chefredakteurin des Senders.
Im Juli 2020 übernahm Pohl die Leitung des Studios in Washington.

## taz-Chefredakteurin
Im Februar 2012 verteidigte Pohl den Abdruck eines umstrittenen Kommentars zur Nominierung Joachim Gaucks als Bundespräsident mit der Meinungsfreiheit.
Im August 2013 lehnte Pohl die Veröffentlichung eines Artikels mit dem Titel „Befreites Menschenmaterial“ über Pädophilie und grüne Ideologie ab, weil dieser journalistischen Standards nicht genügt habe, und wies Vorwürfe zurück, damit im Vorfeld der Bundestagswahl 2013 eine politische Entscheidung getroffen zu haben.
Nachdem ein von zwei Mitarbeiterinnen der taz am 20. August 2013 geführtes Interview mit dem Bundeswirtschaftsminister und FDP-Vorsitzenden Philipp Rösler von der FDP-Pressestelle nicht zur Veröffentlichung freigegeben worden war, druckte die taz am 9. September 2013 nur die gestellten Fragen ab, in denen Rösler unter anderem gefragt wurde, wie er mit rassistischen Äußerungen umgehe. Den von der vorgenannten Pressestelle und einem Vertreter der Amadeu-Antonio-Stiftung erhobenen Vorwurf, die taz würde an rassistischen Ressentiments rühren, wies Pohl zurück.

## Öffentliche Ämter
Als Beiratsmitglied von Jugend gegen AIDS unterstützt Pohl eine von Jugendlichen initiierte und geführte Initiative.

## Auszeichnungen
2009 wurde Pohl durch eine Jury des Medium Magazins zur Journalistin des Jahres 2009 in der Kategorie „Newcomer“ gewählt.